# 遠州病院駅
遠州病院駅（えんしゅうびょういんえき）は、静岡県浜松市中央区早馬町にある遠州鉄道鉄道線の駅。駅番号はET03。

## 歴史

### 駅名の由来
高架化によって駅舎が移転した当時は駅前に遠州総合病院があったため遠州病院前駅と命名されたが、病院が駅前から少し離れた現在地に移転したため、現在の遠州病院駅に改称された。あわせて、病院名も遠州病院と改称されている。

### 年表
- 1958年（昭和33年）6月1日：二俣電車線の遠州浜松駅と奥山線の東田町駅を移転統合し、遠鉄浜松駅として開業。（現在、「クリエート浜松」が建っている[1]）旧遠州浜松駅は貨物専用駅に。
- 1964年（昭和39年）11月1日：奥山線が廃止[2]。
- 1979年（昭和54年）7月10日：自動紙幣使用券売機設置。
- 1985年（昭和60年）12月1日：高架化により駅舎移転・新築、遠州病院前駅に改称[3]。
- 1996年（平成8年）4月1日：改札口 - ホーム間のエスカレーター使用開始（上りのみ）（西鹿島方面のみ）。
- 2007年（平成19年）4月1日：遠州病院の移転・改称に伴い、当駅名も現在の遠州病院駅に改称。
- 2015年（平成27年）
  - 1月13日：無人駅化[4]。
  - 10月31日：バリアフリー設備全面使用開始。

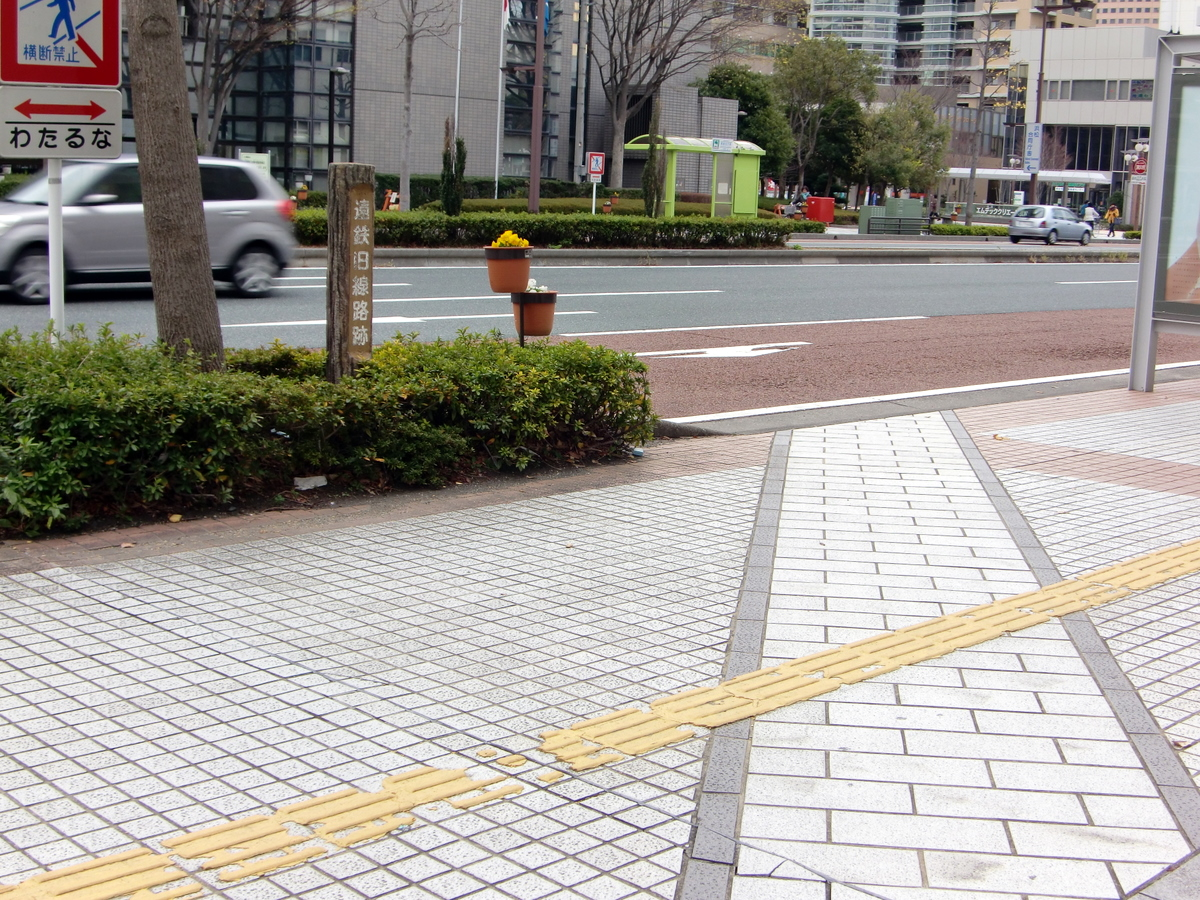
遠鉄浜松駅時代の線路敷跡。線路跡を表すタイルと記念碑がある。
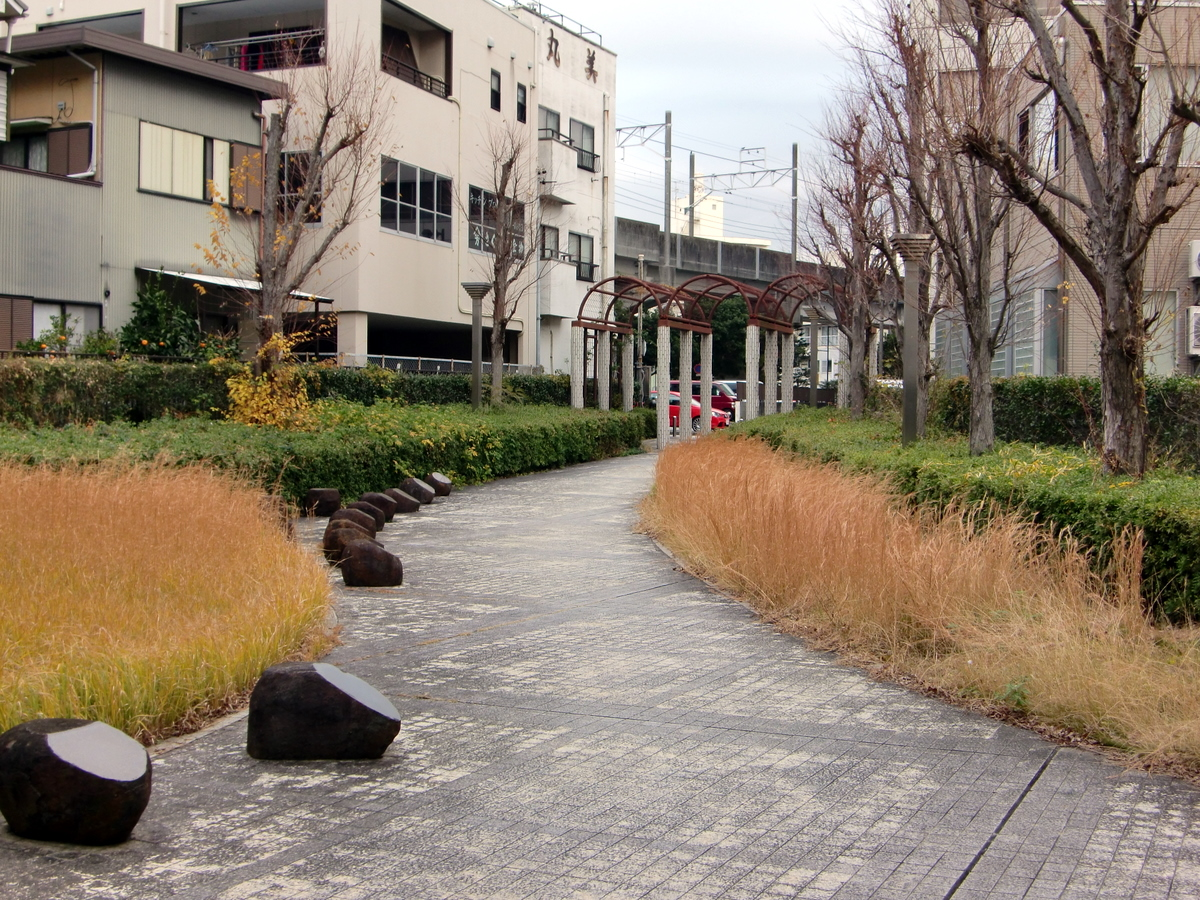
奥山線の線路敷跡。遊歩道として整備されている。
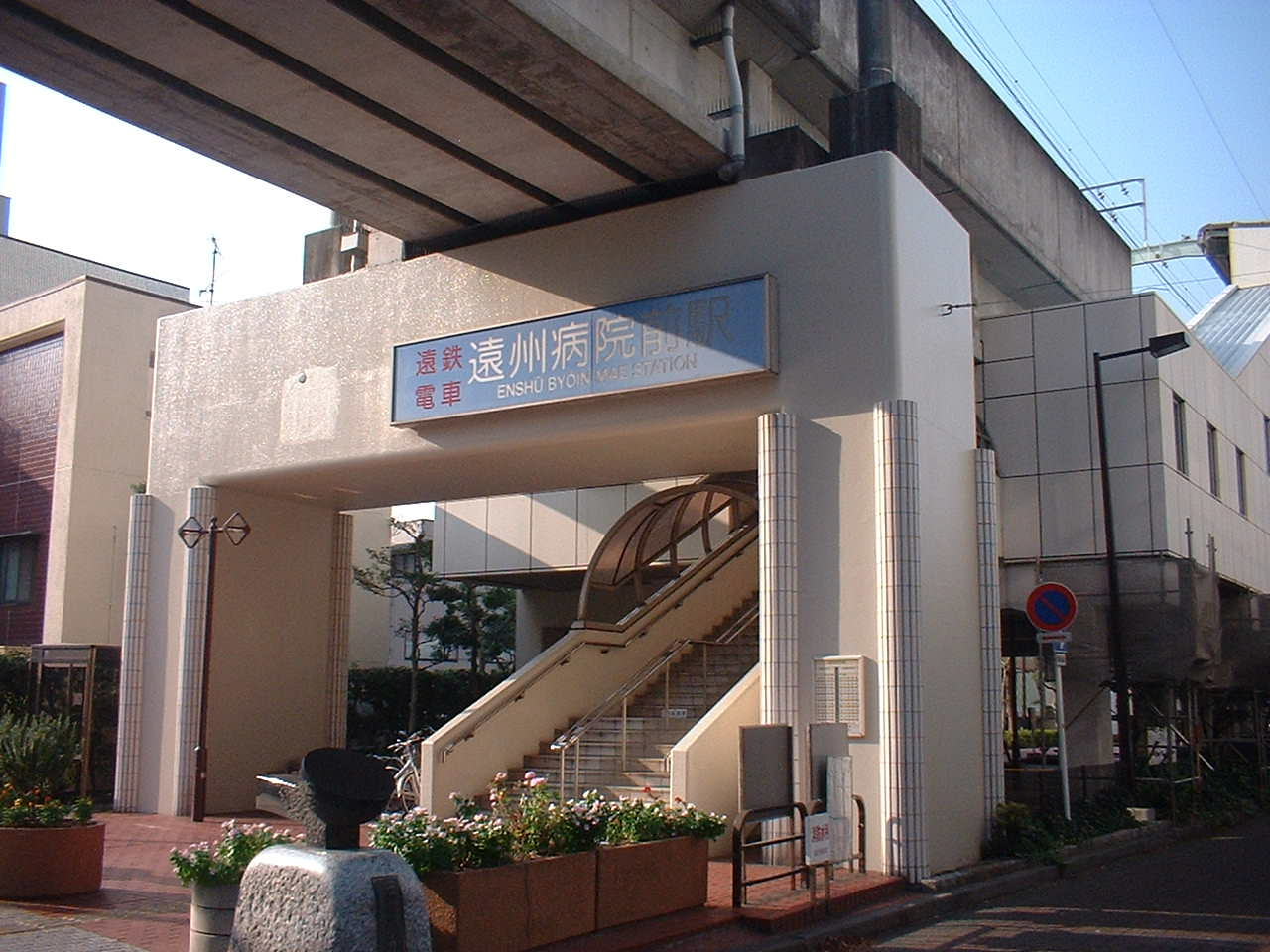
遠州病院前駅時代の駅入口。

## 駅構造
相対式ホーム2面2線の高架駅。駅舎があるが無人駅であり、ラッシュ時には有人集改札が行なわれるものの、定期券等の出札窓口業務は行なわれていない。早朝は列車交換が行なわれる。
上りホームには4両編成用の発車ベルがある。
新浜松駅から当駅までの区間は、新川を暗渠化した上に位置する。
地上駅の遠鉄浜松駅の時代には駅が急カーブ上にある為、車両がホームから大きく離れる場所があり危険なため、1000形（当時の唯一の3扉車）は中扉を締め切るドアカットを行っていた。
エレベーター3基、多機能トイレ1箇所を設置するバリアフリー設備の整備が進められ、2015年10月31日に全面使用開始された。
改札口がある二階には、かつては「遠鉄浜松駅」時代から営業していた理髪店があったが後に閉店、バリアフリー対応工事に伴い痕跡はなくなっている。

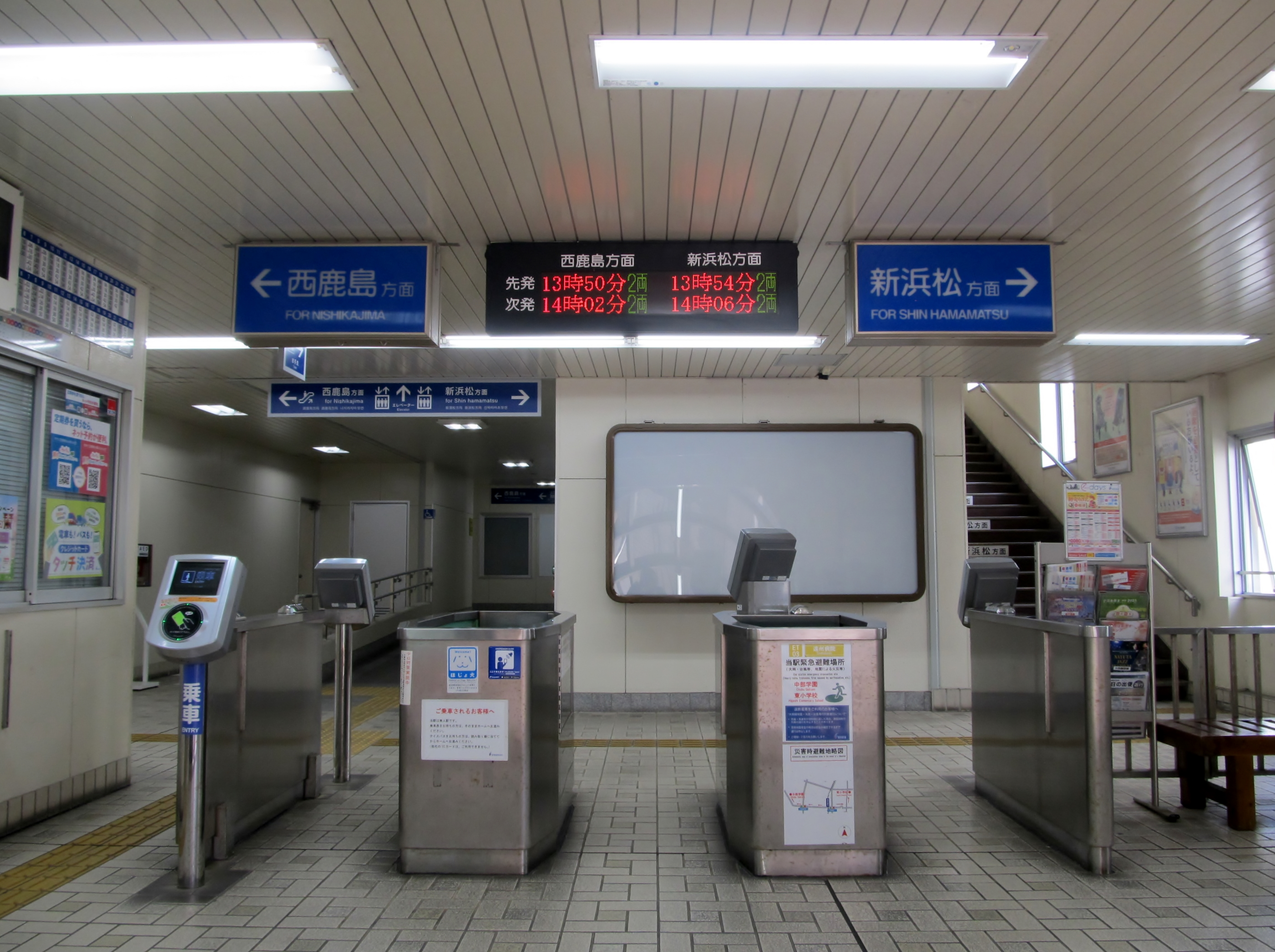
改札口
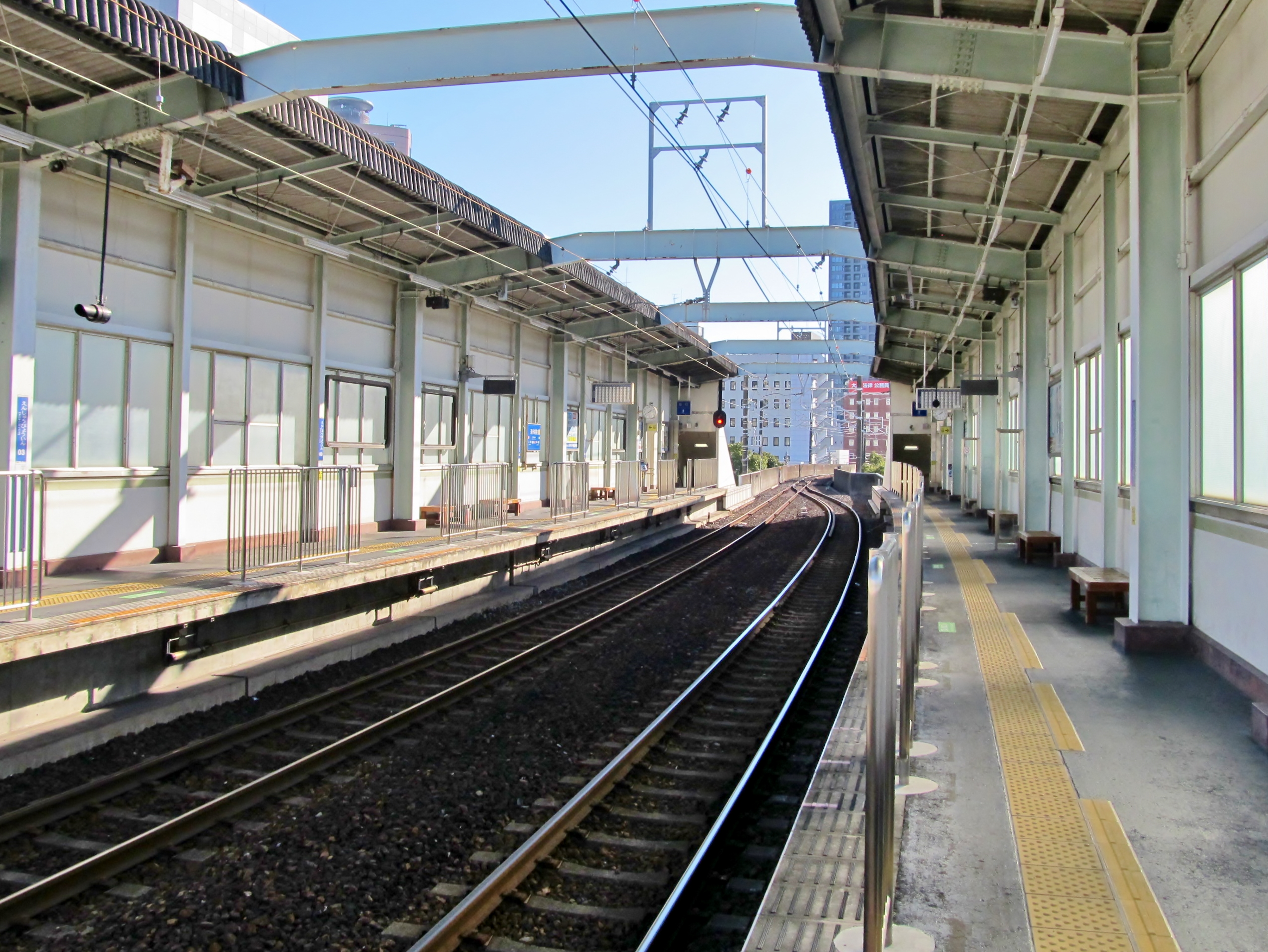
ホーム
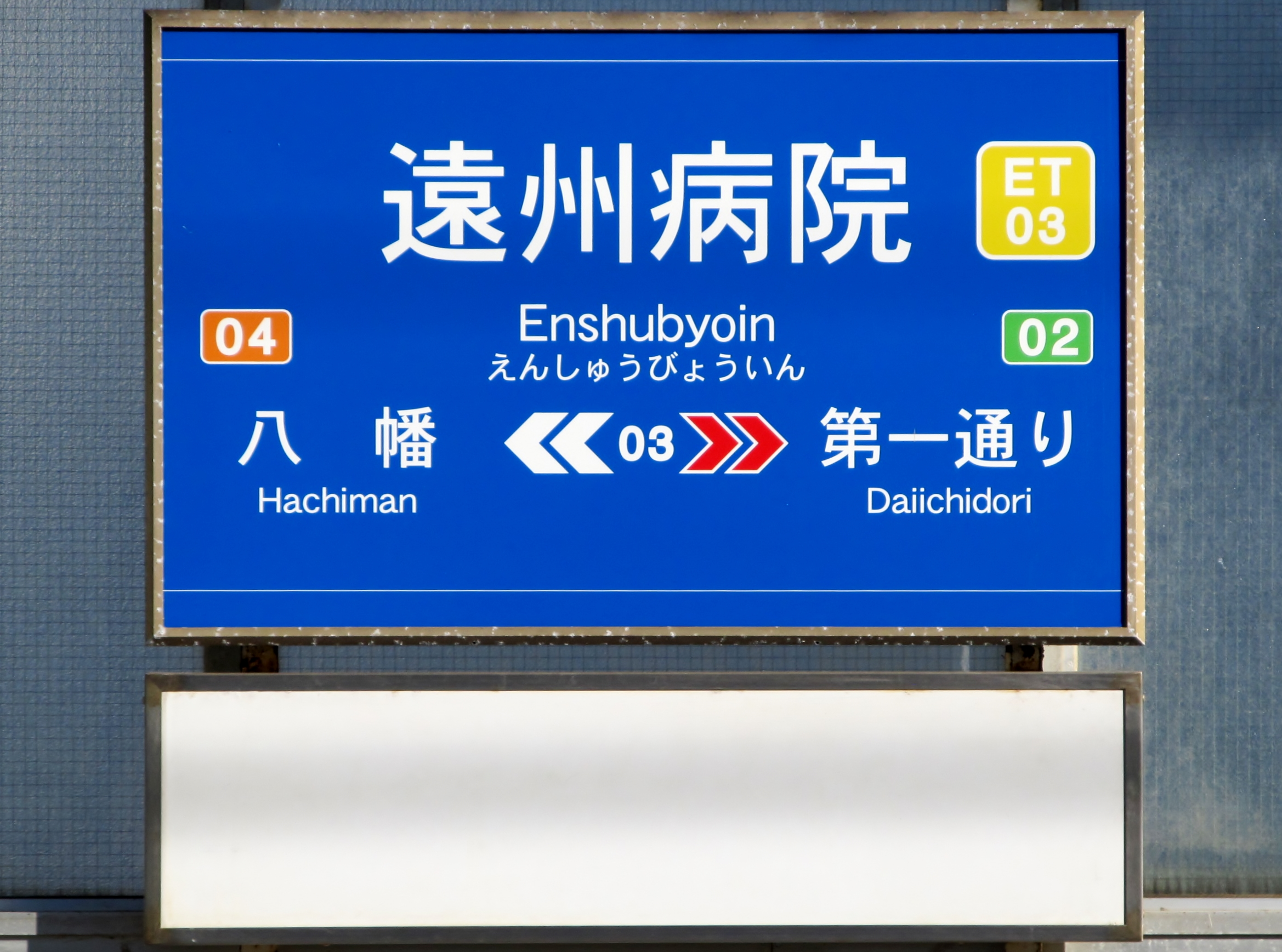
駅名標

### のりば
| ホーム | 路線            | 方向 | 行先             |
| ------ | --------------- | ---- | ---------------- |
| 東側   | ■遠州鉄道鉄道線 | 上り | 新浜松方面       |
| 西側   | ■遠州鉄道鉄道線 | 下り | 浜北・西鹿島方面 |

## 利用状況
2019年度（令和元年度）の乗車人員は359,710人（全18駅中14位）、降車人員は374,660人（同13位）である。主として通学・通勤用に利用される。
1980年度（昭和55年度）以降の1日平均の乗車人員は次の表のとおりである。なお、1980年度（昭和55年度）〜1984年度（昭和59年度）にあっては、遠鉄浜松駅の数字を掲載している。
| 年間の乗車人員・降車人員の推移 | 年間の乗車人員・降車人員の推移 | 年間の乗車人員・降車人員の推移 | 年間の乗車人員・降車人員の推移 |
| 年度                           | 遠州鉄道                       | 遠州鉄道                       | 出典・備考                     |
| 年度                           | 乗車人員                       | 降車人員                       | 出典・備考                     |
| ------------------------------ | ------------------------------ | ------------------------------ | ------------------------------ |
| 1980年度（昭和55年度）         | 1,156,506 人                   | 1,136,960 人                   | [ 6 ]                          |
| 1981年度（昭和56年度）         | 1,181,481 人                   | 1,191,237 人                   | [ 7 ]                          |
| 1982年度（昭和57年度）         | 793,348 人                     | 817,812 人                     | [ 8 ]                          |
| 1983年度（昭和58年度）         | 587,566 人                     | 617,043 人                     | [ 9 ]                          |
| 1984年度（昭和59年度）         | 556,633 人                     | 578,871 人                     | [ 10 ]                         |
| 1985年度（昭和60年度）         | 483,341 人                     | 489,389 人                     | [ 11 ]                         |
| 1986年度（昭和61年度）         | 258,586 人                     | 255,020 人                     | [ 12 ]                         |
| 1987年度（昭和62年度）         | 242,033 人                     | 241,018 人                     | [ 13 ]                         |
| 1988年度（昭和63年度）         | 252,508 人                     | 255,334 人                     | [ 14 ]                         |
| 1989年度（平成元年度）         | 261,565 人                     | 271,316 人                     | [ 15 ]                         |
| 1990年度（平成2年度）          | 251,443 人                     | 264,721 人                     | [ 16 ]                         |
| 1991年度（平成3年度）          | 263,196 人                     | 279,189 人                     | [ 17 ]                         |
| 1992年度（平成4年度）          | 265,650 人                     | 284,403 人                     | [ 18 ]                         |
| 1993年度（平成5年度）          | 259,531 人                     | 281,639 人                     | [ 19 ]                         |
| 1994年度（平成6年度）          | 238,992 人                     | 263,133 人                     | [ 20 ]                         |
| 1995年度（平成7年度）          | 237,906 人                     | 260,321 人                     | [ 21 ]                         |
| 1996年度（平成8年度）          | 250,229 人                     | 270,320 人                     | [ 22 ]                         |
| 1997年度（平成9年度）          | 275,379 人                     | 293,757 人                     | [ 23 ]                         |
| 1998年度（平成10年度）         | 262,744 人                     | 273,903 人                     | [ 24 ]                         |
| 1999年度（平成11年度）         | 261,170 人                     | 279,105 人                     | [ 25 ]                         |
| 2000年度（平成12年度）         | 264,722 人                     | 287,083 人                     | [ 26 ]                         |
| 2001年度（平成13年度）         | 272,153 人                     | 293,632 人                     | [ 27 ]                         |
| 2002年度（平成14年度）         | 269,414 人                     | 294,594 人                     | [ 28 ]                         |
| 2003年度（平成15年度）         | 270,819 人                     | 288,370 人                     | [ 29 ]                         |
| 2004年度（平成16年度）         | 263,248 人                     | 289,596 人                     | [ 30 ]                         |
| 2005年度（平成17年度）         | 282,180 人                     | 301,132 人                     | [ 31 ]                         |
| 2006年度（平成18年度）         | 296,926 人                     | 319,827 人                     | [ 32 ]                         |
| 2007年度（平成19年度）         | 307,493 人                     | 333,955 人                     | [ 33 ]                         |
| 2008年度（平成20年度）         | 308,551 人                     | 335,716 人                     | [ 34 ]                         |
| 2009年度（平成21年度）         | 319,132 人                     | 343,439 人                     | [ 35 ]                         |
| 2010年度（平成22年度）         | 314,272 人                     | 338,763 人                     | [ 36 ]                         |
| 2011年度（平成23年度）         | 313,376 人                     | 341,678 人                     | [ 37 ]                         |
| 2012年度（平成24年度）         | 312,482 人                     | 339,834 人                     | [ 38 ]                         |
| 2013年度（平成25年度）         | 318,409 人                     | 342,193 人                     | [ 39 ]                         |
| 2014年度（平成26年度）         | 319,074 人                     | 341,474 人                     | [ 40 ]                         |
| 2015年度（平成27年度）         | 328,663 人                     | 350,465 人                     | [ 41 ]                         |
| 2016年度（平成28年度）         | 338,756 人                     | 361,862 人                     | [ 42 ]                         |
| 2017年度（平成29年度）         | 363,119 人                     | 382,874 人                     | [ 43 ]                         |
| 2018年度（平成30年度）         | 358,759 人                     | 376,357 人                     | [ 44 ]                         |
| 2019年度（令和元年度）         | 359,710 人                     | 374,660 人                     | [ 5 ]                          |

## 駅周辺
- 浜松中央警察署 新川交番
- 遠州病院
- 静岡文化芸術大学
- ヤマダデンキ テックランド浜松中央店
- 浜松合同庁舎
- 在浜松ブラジル総領事館
- 静岡県浜松総合庁舎
- 裁判所（静岡地方裁判所浜松支部、浜松簡易裁判所、静岡家庭裁判所浜松支部の合同庁舎）
- クリエート浜松・中部協働センター
- イーステージ浜松
  - 静岡朝日テレビ（SATV）浜松総支社
- 静岡エフエム放送（K-mix）本社
- 浜松城
- 浜松市役所
  - 浜松市中央区役所
- 徳川秀忠誕生井戸（秀忠がこの井戸で産湯を使ったと伝えられている）

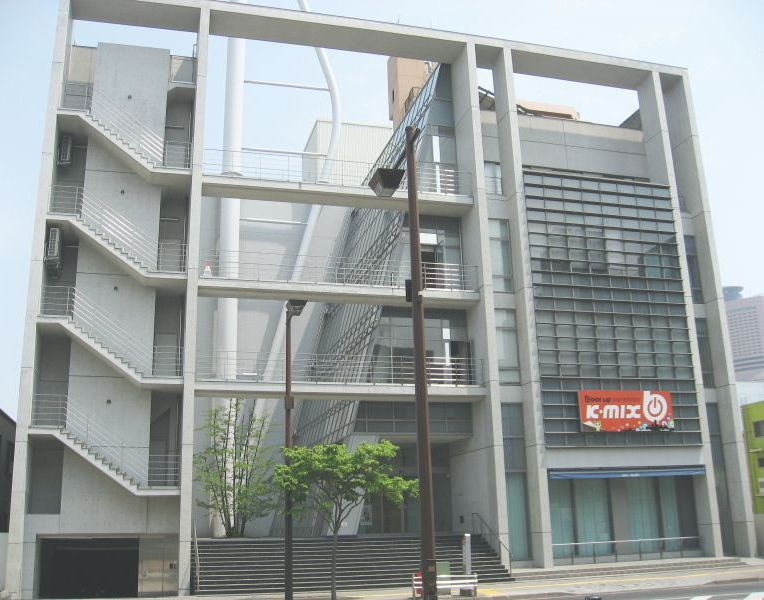
K-mix本社
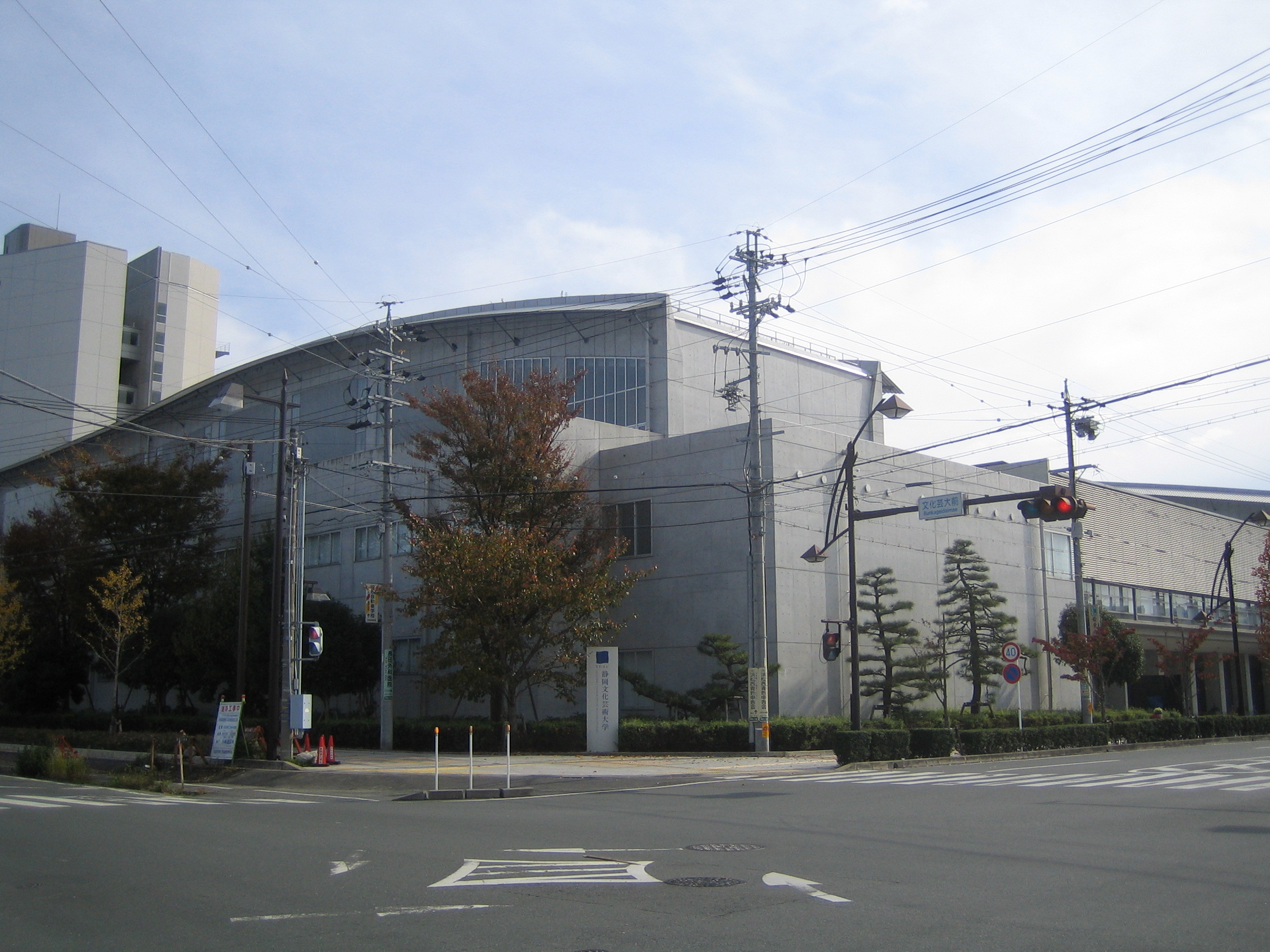
静岡文化芸術大学
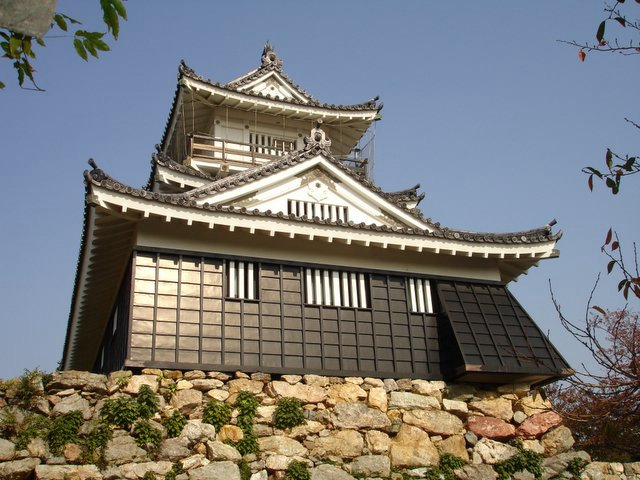
浜松城
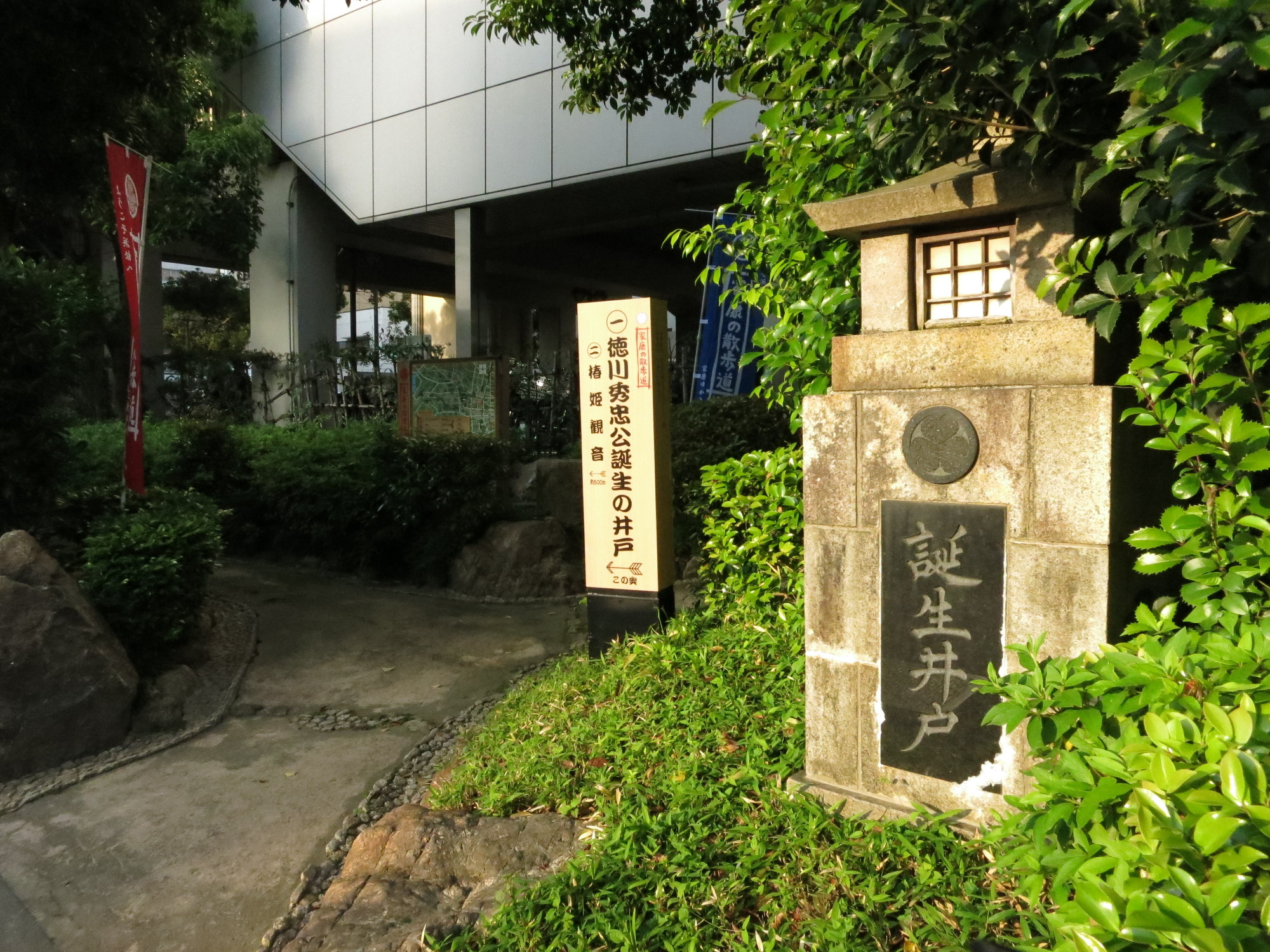
徳川秀忠誕生井戸

### バス路線
かつては遠鉄浜松駅の隣接地にバスターミナルが立地しており、浜松駅北口・浜松駅南口と共に3つのターミナルを形成していたが、高架化や浜松駅バスターミナルの完成に伴いターミナルとしての機能は失われ、現在跡地にはクリエート浜松が立地している。
- 遠鉄バス - 常盤町バス停・県総合庁舎バス停
  - 少し歩くが尾張町バス停も近い。

## 隣の駅
遠州鉄道
■鉄道線
第一通り駅（ET02） - 遠州病院駅（ET03） - 八幡駅（ET04）
鉄道線旧ルート（廃止）
遠州馬込駅 - （遠州浜松信号場） - 遠鉄浜松駅 - 遠州八幡駅
奥山線（廃線）
遠鉄浜松駅 - 北田町駅